# Elizabeth Greene
Elizabeth Constance Greene (Ottawa, 5 febbraio 1941 – Kamloops, 25 giugno 2023) è stata una sciatrice alpina canadese.

## Biografia
Sciatrice polivalente sorella di Nancy e zia di Willy Raine, a loro volta sciatori alpini, Elizabeth Greene conquistò diversi titoli nazionali juniores alla fine degli anni 1950; agli VIII Giochi olimpici invernali di Squaw Valley 1960, sua unica presenza olimpica e iridata, si classificò 32ª nella discesa libera, 28ª nello slalom gigante, 24ª nello slalom speciale e 16ª nella combinata, disputata in sede olimpica ma valida solo per i Mondiali 1960. Disputò le sue ultima gare internazionali in occasione della Harriman Cup dello stesso anno (Sun Valley, 5-6 marzo).

## Palmarès

### Campionati canadesi juniores
- 6 ori (discesa libera, slalom speciale, combinata nel 1958; discesa libera, slalom speciale, combinata nel 1959)[1]

### Campionati statunitensi
- 7 podi (dati parziali):
  - 1 vittoria (combinata nel 1960[4])
  - 2 secondi posti (discesa libera, slalom gigante nel 1960[4])
  - 1 terzo posto (slalom speciale nel 1960[4])